# Упаковка квадратов в квадрате
Упаковка квадратов в квадрате — одна из задач упаковки. Состоит в определении минимального размера квадратного контейнера ({\displaystyle a} — сторона контейнера) в который умещается {\displaystyle n} единичных квадратов (квадратов с размером стороны равной 1).
Впервые задача рассматривалась Эрдёшем и Грэмом, до этого существовала как задача для венгерских студентов математиков в учебнике Эрдёша. В общем виде не решена.
Простейшим является случай, когда {\displaystyle n} есть квадрат целого числа ({\displaystyle n=1,4,9,16,\dots }), с решением {\displaystyle a={\sqrt {n}}} и незаполненным пространством, равным нулю.

## Малое число квадратов
Для малого числа единичных квадратов {\displaystyle n<100} оптимальные решения найдены для случаев n = 1—10, 14—16, 23—25, 34—36, 46—49, 62—64, 79—81, 98—100.
Если {\displaystyle n} является полным квадратом, то наименьшее значение стороны квадратного контейнера {\displaystyle a={\sqrt {n}}}. Для оптимальных решений при малых {\displaystyle n,} кроме случаев {\displaystyle n=5} и {\displaystyle n=10,} упаковка представляет собой единичные квадраты, расположенные параллельно сторонам контейнера с размером {\displaystyle a=\lceil {\sqrt {n}}\rceil }. Для {\displaystyle n=5} и {\displaystyle n=10} оптимальной является упаковка, использующая повёрнутые квадраты (см. рисунки справа). Решение для {\displaystyle n=5} дано Гёбелем в 1979 году.
Оптимальность упаковки для {\displaystyle n=7,8,15} впервые доказана Эль Мумни в 1999 году, для {\displaystyle n=6} — Керни и Шиу в 2002 году, а в 2003 году Стромквист доказал оптимальность решения для {\displaystyle n=10.} В 2010 году Бентц нашёл оптимальное решение для {\displaystyle n=13} и {\displaystyle n=46.}
Минимальным числом единичных квадратов, для которого на данный момент не найден оптимальный вариант упаковки, является {\displaystyle n=11.} Для этого случая наилучшая упаковка предложенна Стромквистом. Она даёт размер стороны контейнера {\displaystyle a=2+2{\sqrt {4/5}}\approx 3{,}789.}

## Асимптотические результаты
В асимптотическом случае задача была сформулирована Эрдёшем и Грэмом следующим образом. Необходимо определить какое максимальное количество единичных квадратов {\displaystyle n} может уместиться в большой квадратный контейнер со стороной размером {\displaystyle a\to \infty .} При решении этой задачи нужно минимизировать незанятое пространство, определённое как
{\displaystyle W(a)=a^{2}-\sup\{|{\mathcal {P}}|\mid {\mathcal {P}}\},}
где {\displaystyle {\mathcal {P}}} есть множество всех возможный упаковок единичных квадратов, а {\displaystyle |{\mathcal {P}}|} есть количество единичных квадратов. Отметим, что в случае целочисленного {\displaystyle a} получаем {\displaystyle n=a^{2}} и {\displaystyle W(a)=0.}
В случае нецелочисленного значения {\displaystyle a} и «наивной» упаковки в виде рядов единичных квадратов, параллельных стенам контейнера, у незанятого пространства наблюдается линейный рост относительно {\displaystyle a}:
{\displaystyle W(a)\sim a(a-\lfloor a\rfloor ).}
Эрдёш и Грэм показали, что существует упаковка, дающая существенно нелинейную зависимость незанятого пространства от размера контейнера {\displaystyle W(a)\sim O(a^{7/11})} (запись в терминах «O» большое), и выдвинули гипотезу, что асимптотическое поведение оптимальной упаковки {\displaystyle W(a)\sim O(a^{1/2}).} Однако Рот и Воган для асимптотики из полуцелых значений {\displaystyle a} получили {\displaystyle W(a)>c{\sqrt {a}},} где {\displaystyle c} есть некая константа.
На данный момент[когда?] наилучшей упаковкой в асимптотическом случае является упаковка, предложенная Грэмом и Чоном с асимптотикой {\displaystyle W(a)\sim O(a^{3/5}),} а точная асимптотическая скорость роста незаполненного пространства остаётся открытой проблемой.